# العلاقات الأوغندية البرازيلية
العلاقات الأوغندية البرازيلية هي العلاقات الثنائية التي تجمع بين أوغندا والبرازيل.

## مقارنة بين البلدين
هذه مقارنة عامة ومرجعية للدولتين:
| وجه المقارنة                                              | أوغندا                        | البرازيل |
| --------------------------------------------------------- | ----------------------------- | --- |
| المساحة (كم2)                                             | 241.04 ألف                    | 8.52 مليون |
| عدد السكان (نسمة)                                         | 42.86 مليون                   | 202.66 مليون |
| الكثافة السكانية (ن./كم²)                                 | 177.81                        | 23.79 |
| العاصمة                                                   | كامبالا                       | برازيليا، ريو دي جانيرو |
| اللغة الرسمية                                             | لغة إنجليزية، اللغة السواحلية | برتغالية برازيلية، Brazilian Sign Language ‏ |
| العملة                                                    | شيلينغ أوغندي                 | ريال برازيلي، كروزيرو ريال برازيلي ‏، كروزيرو البرازيلية (1990–1993)، البرازيلي كروزادو نوفو، كروزادو برازيلي، cruzeiro ‏، كروزيرو البرازيلية (1942–1967)، الريال البرازيلي (قديم) |
| الناتج المحلي الإجمالي (بليون دولار)                      | 25.89 مليار                   | 2.06 تريليون |
| الناتج المحلي الإجمالي (تعادل القوة الشرائية) بليون دولار | 72.25 مليار                   | 3.22 تريليون |
| الناتج المحلي الإجمالي الاسمي للفرد دولار أمريكي          | 705                           | 8.54 ألف |
| الناتج المحلي الإجمالي للفرد دولار أمريكي                 | 1.77 ألف                      | 15.89 ألف |
| مؤشر التنمية البشرية                                      | 0.483                         | 0.754 |
| رمز المكالمات الدولي                                      | +256                          | +55 |
| رمز الإنترنت                                              | .ug                           | .br |
| المنطقة الزمنية                                           | ت ع م+03:00                   | |

## منظمات دولية مشتركة
يشترك البلدان في عضوية مجموعة من المنظمات الدولية، منها:
| علم المنظمة | اسم المنظمة                        | تاريخ انضمام أوغندا | تاريخ انضمام البرازيل |
| ----------- | ---------------------------------- | ------------------- | --------------------- |
|             | الاتحاد البريدي العالمي            | ?                   | ?                     |
|             | يونسكو                             | 9 نوفمبر 1962       | 4 نوفمبر 1946         |
|             | البنك الدولي للإنشاء والتعمير      | 27 سبتمبر 1963      | 14 يناير 1946         |
|             | منظمة التجارة العالمية             | ?                   | ?                     |
|             | وكالة ضمان الاستثمار متعدد الأطراف | 10 يونيو 1992       | 7 يناير 1993          |
|             | البنك الإفريقي للتنمية             | ?                   | ?                     |
|             | الاتحاد الدولي للاتصالات           | 8 مارس 1963         | 4 يوليو 1877          |
|             | منظمة الشرطة الجنائية الدولية      | ?                   | ?                     |
|             | مؤسسة التمويل الدولية              | 27 سبتمبر 1963      | 31 ديسمبر 1956        |
|             | الأمم المتحدة                      | 25 أكتوبر 1962      | 24 أكتوبر 1945        |
|             | مؤسسة التنمية الدولية              | 27 سبتمبر 1963      | 15 مارس 1963          |
|             | الفريق المعني برصد الأرض           | ?                   | ?                     |
|             | منظمة حظر الأسلحة الكيميائية       | ?                   | ?                     |

## وصلات خارجية
- موقع وزارة الخارجية الأوغندية
- موقع وزارة الخارجية البرازيلية